# Welsh Guards
Les Welsh Guards (litt. « Gardes gallois ») constituent l'un des cinq régiments d'infanterie de la Garde du souverain britannique (les Royal Foot Guards) de la British Army. Le colonel depuis 1975 est le prince de Galles (le roi actuel avant de sa succession au trône en 2022 ; l'actuel prince de Galles depuis cette date).

## Les unités de la Garde

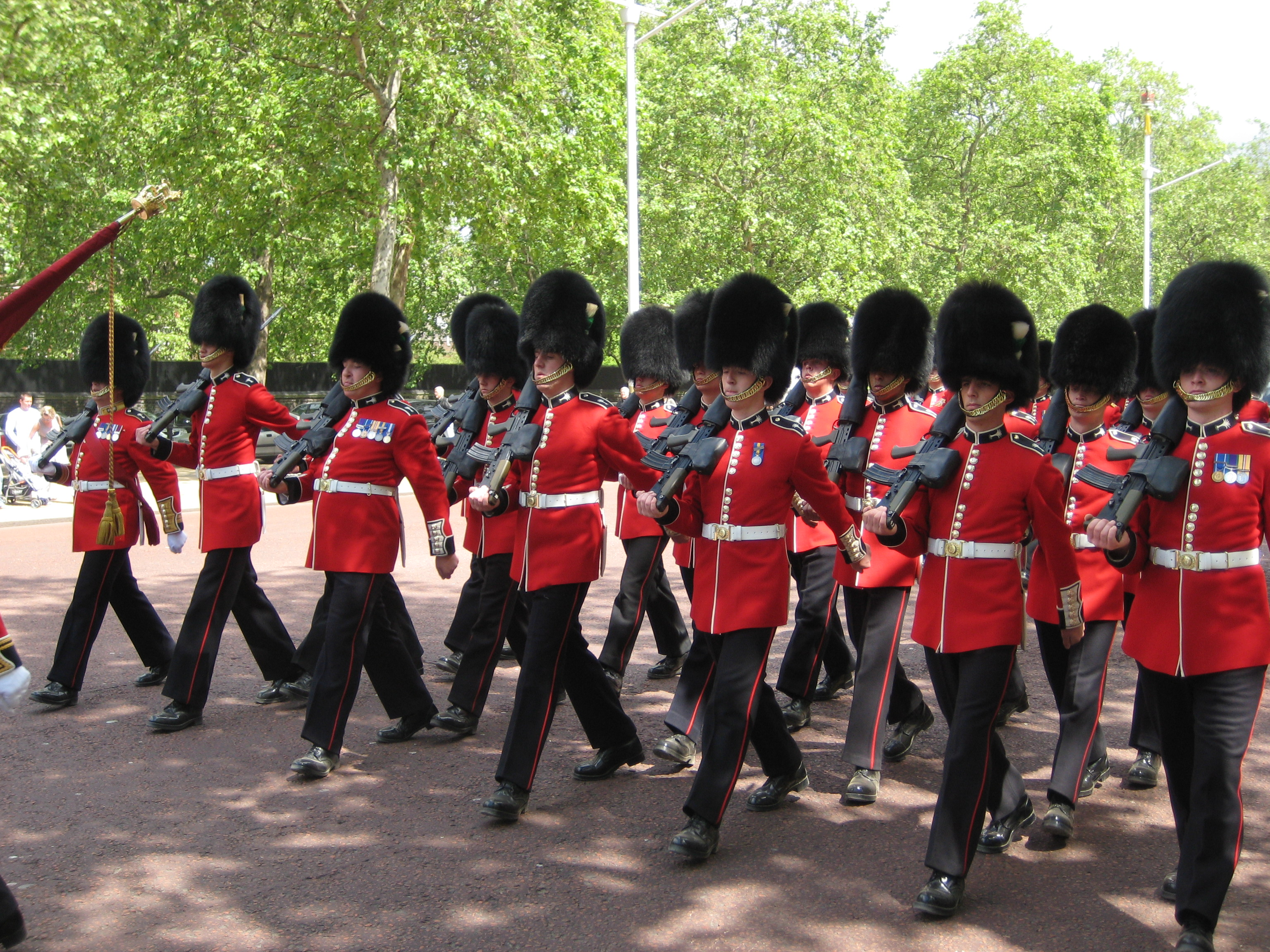
Relève de la garde au palais de Buckingham en 2008. Ils sont armés de L85.

L’infanterie de la Garde du souverain se compose de 5 régiments : 
- Les Grenadier Guards sont issus du régiment de Lord Wentworth, levé en 1656, chargé de la garde rapprochée du roi Charles II alors en exil en Belgique. L’appellation actuelle date de 1877. C’est le premier régiment des gardes.

- Les Coldstream Guards, gardes anglais créés en 1661, sont issus du régiment levé par le général George Monck en 1659 dans la ville de Coldstream, à la frontière de l’Angleterre et de l’Écosse. L’appellation actuelle date de 1855. C’est le deuxième régiment des gardes.

- Les Scots Guards, gardes écossais, sont issus du régiment royal du marquis d’Argyll levé en 1642. L’appellation actuelle date de 1877. C’est le troisième régiment des gardes.

- Les Irish Guards, gardes irlandais, sont créés en 1900 en récompense de la bravoure des Irlandais pendant la deuxième guerre des Boers en Afrique du Sud (du 9 octobre 1899 au 1er juin 1902). C’est le quatrième régiment des gardes.

- Les Welsh Guards ont été créés en 1915. C’est le cinquième régiment des gardes.

## Les uniformes

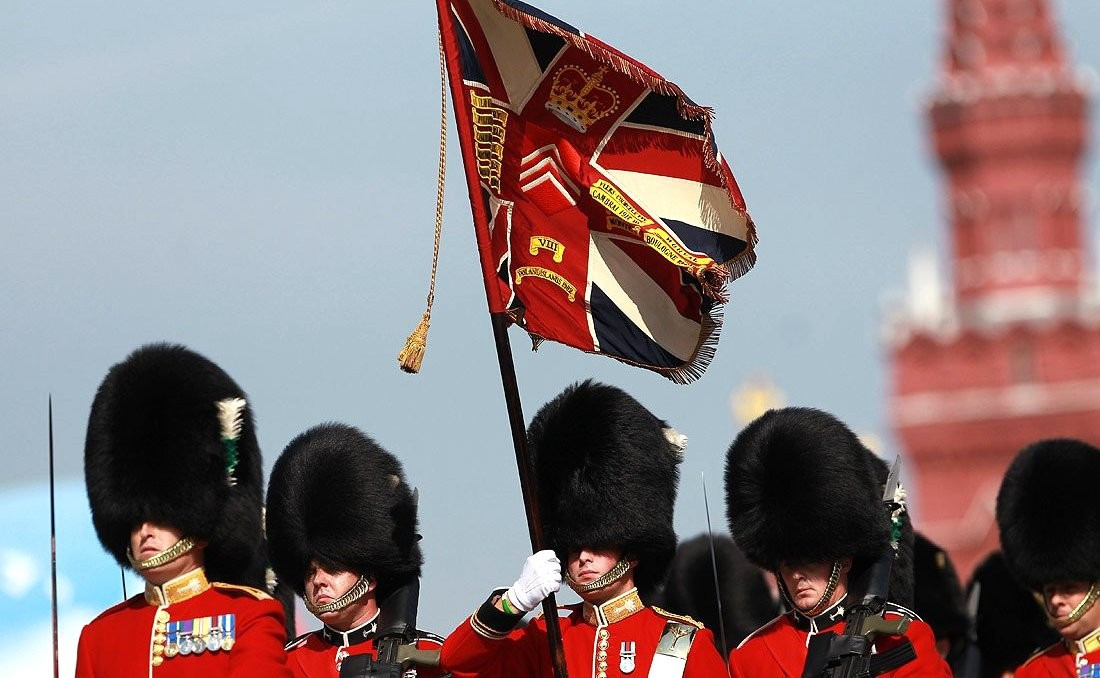
Détachement du 1er bataillon du Welsh Guards lors du défilé du Jour de la Victoire 2010 à Moscou.

Leur célèbre uniforme comprend une tunique rouge et un bonnet noir en poil d’ours (poils d’ourse pour les officiers) adopté en 1831. Il est emprunté aux grenadiers à pied de la Garde impériale de Napoléon Ier, vaincus à Waterloo en 1815 par le 1st Foot Guards qui par la suite prit le nom de Grenadier Guards. Cette décision a été prise à la suite de l’admiration de la bravoure et l’efficacité de la Garde impériale napoléonienne.
On différencie les gardes à la couleur de l’aigrette du bonnet, au nombre et à l’alignement des boutons, ainsi qu’aux insignes de col et aux épaulettes : 
- pour les Grenadiers : plumet blanc à gauche et boutons à espaces réguliers (car 1er régiment à pied),
- pour les Coldstream : plumet rouge à droite et boutons par 2 (car 2e régiment à pied),
- pour les Écossais : pas de plumet et boutons par 3 (car 3e régiment à pied),
- pour les Irlandais : plumet bleu à droite et boutons par 4 (car 4e régiment à pied),
- pour les Gallois : plumet vert et blanc à gauche et boutons par 5 (car 5e régiment à pied).

## Historique
Les Gardes gallois ont participé aux campagnes suivantes :
- Première Guerre mondiale (2 bataillons) : Loos, Somme 1916 et 1918, Ginchy, Flers-Courcelette, Morval, Ypres 1917, Pilckem, Poelcappelle, Passchendaele, Cambrai 1917 et 1918, Bapaume 1918, Arras 1918, Albert 1918, Drocourt-Quéant, ligne Hindenburg, Havrincourt, canal du Nord, Selle, Sambre, France et Flandres 1915-18

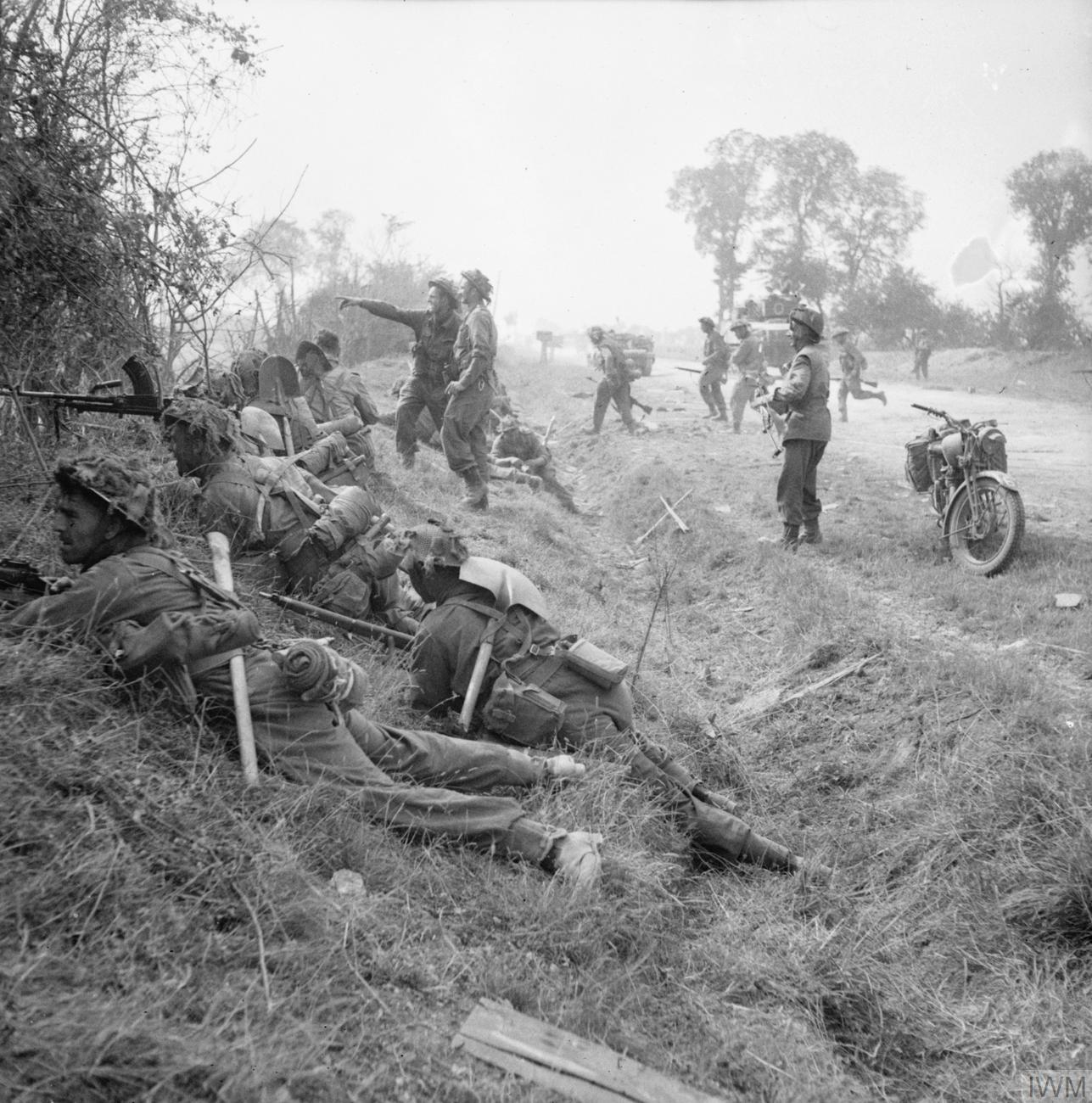
Welsh Guards près de Cagny durant l'opération Goodwood le 19 juin 1944.

- Seconde Guerre mondiale : défense d'Arras, Boulogne 1940, Saint-Omer-La Bassée, crête de Bourguébus, Cagny, mont Pincon, Bruxelles, Hechtel, Nederrijn, Rhineland, Lingen, Europe du Nord 1940 et 1944-45, Fondouk, Djebel el Rhorab, Tunis, Hammam Lif, Afrique du Nord, guerre du Désert 1943, Monte Ornito, Liri Valley, Monte Piccolo, Capture of Perugia, Arezzo, avance à Florence, Ligne gothique, Battaglia, Italie 1944-45

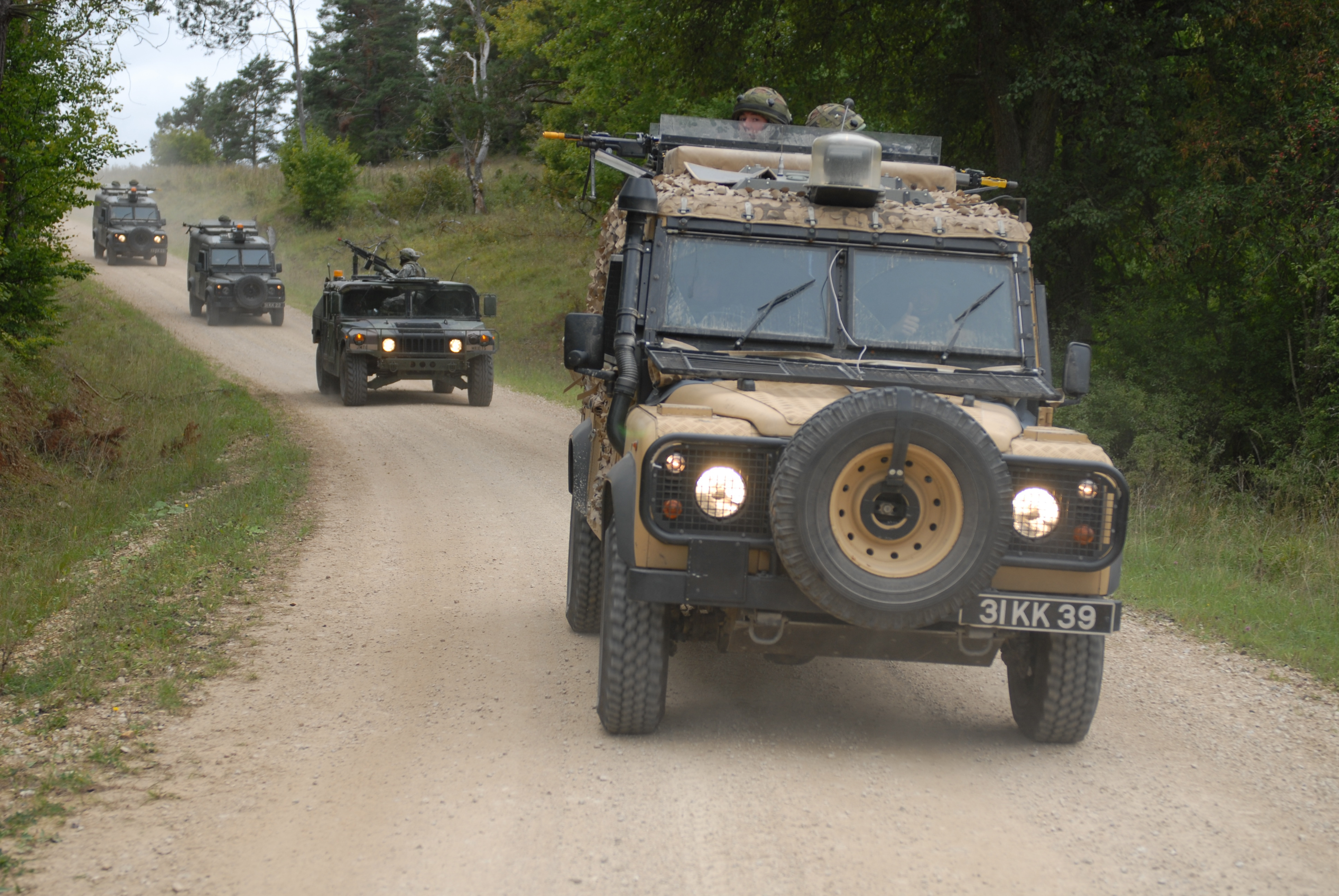

- Guerre des Malouines 1982

## Sources
- (en) Site officiel de l'armée britannique
- (en) The Guards Museum Le musée des 5 régiments d'infanterie de la Garde
- (en) Photographie de l'insigne du régiment, et son histoire